# Божевільні роки (серіал)
Божевільні роки (серб. Луде године) - сербський серіал з десяти фільмів. Режисером був Зоран Чалич, а сценаристом - Йован Маркович.
Перший фільм циклу - Божевільні роки - було знято у 1977 році. Головними героями були підлітки, а темою - кохання, молодіжні проблеми, ранній секс, конфлікти з батьками і патріархальним суспільством. Сюжет - драматична історія кохання поміж старшокласниками Бобою і Марією, яка ледь не закінчується смертю дівчини.
Але вже у наступних фільмах серіалу драма поступово перетворюється на комедію. Закохані продовжують зустрічатися попри незгоду батьків; з часом одружуються, в них з'являється син. Батьки знайомляться і сваряться через соціальні розбіжності; але з часом стають друзями. З кожним новим фільмом - усе більше гумору, в першу чергу - завдяки ексцентричним татам Боби і Марії: Жика Павлович - «з простого народу», народжений у селі, а Мілан Тодорович - рафінований інтелігент. У першому фільмі обидвоє виступали як серйозні люди, але у наступних серіях перетворилися на карикатурні персонажі.
Завдяки харизматичному образу Жики Павловича, усі десять фільмів інколи називають «Жикіна династія», хоча насправді це назва лише сьомого фільму (восьмий називається «Друга Жикіна династія».
Актор Драгомир Боянич «Гидра», що грав Жику, помер 1993 року, і це поклало кінець серії.

## Фільми серіалу
1. Божевільні роки серб. Луде године (1978.)
2. Прийшов час перевірити кохання серб. Дошло доба да се љубав проба (1980.)
3. Люби, люби, а голови не губи серб. Љуби, љуби, ал' главу не губи (1981.)
4. Який дід, такий онук, серб. Какав деда такав унук (1983.)
5. Іди до мене, іди до мене, серб. Иди ми, дођи ми (1983.)
6. Що відбувається, коли кохання вривається, серб. Шта се згоди кад се љубав роди (1984.)
7. Жикіна династія серб. Жикина династија (1985.)
8. Друга Жикіна династія серб. Друга Жикина династија (1986.)
9. Божевільний рік серб. Сулуде године (1988.)
10. Жикіне одруження серб. Жикина женидба (1992.)

## Зовнішні посилання
- «Комедія як розвага для людей» (сербською мовою)